# Joseph Dupont (évêque)
Pour les articles homonymes, voir Joseph Dupont, Dupont.
Joseph-Marie-Stanislas Dupont (né le 23 juillet 1850 à Gesté et mort le 19 mars 1930 à Thibar en Tunisie), surnommé Moto Moto (feu feu) par les Bembas, est un missionnaire français, pionnier de l'Église catholique de l'actuelle Zambie. Membre de la Société des missionnaires d'Afrique (Pères blancs), il est évêque.

## Formation
Joseph Dupont est né à Gesté, en Maine-et-Loire, le 23 juillet 1850 dans une famille paysanne. Après son service militaire, il étudie pour devenir membre des Pères blancs et il est ordonné prêtre le 21 décembre 1878, prononçant son serment dans la Société l'année suivante. Il est envoyé enseigner au collège Saint-Louis de Carthage à Thibar en Tunisie. Ensuite, il est envoyé à la mission de Karema au bord du lac Tanganyika en 1892.

## Premières années en Afrique

Les missions d'Afrique de l'Est.

Les Pères blancs sont arrivés à Mponda, à l'ouest du lac Nyasa, en 1885, et en 1891 se sont installés au bord de la route Stevenson, ouverte pour relier le Nyasa avec le lac Tanganyika, et se terminant à Mambwe Mwela. Ils projettent de s'implanter dans les terres des Bembas, mais le chef des Bembas, le Chitimukulu, y est fermement opposé. Quand le Père Dupont arrive à Mambwe en 1895, il trouve que certains chefs tribaux Bembas lui sont favorables, dont le chef Makassa de Kayambi (ceb) qui lui ouvre ses terres en 1895. Dès lors, Joseph Dupont tente de s'implanter plus à l'intérieur, malgré l'opposition du Chitimukulu.
Un jour, le Chitimukulu (VII Sampa Kapalakasha) envoie deux guerriers armés d'arcs et de flèches pour tuer le missionnaire, pendant que celui-ci allait à la chasse à la pintade. Soudain, un oiseau sort d'un buisson et le Père Dupont tire un coup de fusil qui manque d'atteindre la tête d'un des deux guerriers qui s'étaient dissimulés derrière les branchages. Ils prennent cela pour un mauvais sort et demeurent cachés sans rien faire.
En 1897, Joseph Dupont est nommé premier vicaire apostolique du nouveau vicariat apostolique du Nyassa, qui comprend l'actuel Malawi  et la partie septentrionale de la Zambie actuelle. Il est consacré évêque titulaire de Thibaris (de) le 15 août 1897 par Mgr Le Chaptois, M. Afr.
Il existe plusieurs versions de l'origine de son surnom « Moto Moto » (feu feu). L'une consiste en ce qu'il est dû à sa grande énergie, l'autre que Joseph Dupont aimait fumer la pipe et demandait souvent du feu, une autre qu'il s'agit d'un cri de guerre des Chewas du lac Nyasa, enfin une autre, moins crédible, qu'il aurait été un des premiers à posséder une motocyclette,.

## Crise des chefs
En 1896, Chitimukulu VII Sampa Kapalakasha meurt et le titre est vacant, alors que la succession peine à s'organiser. Joseph Dupont tente d'obtenir la permission du chef le plus puissant, Mwamba III de Milungu, d'étendre sa mission, mais cela lui est refusé. Mais en 1898, le chef Mwamba tombe malade et fait appeler Joseph Dupont dont la réputation de donner des soins n'étaient plus à faire. Avant que le chef ne meure l'année suivante, il décide avec son conseil, que le missionnaire doit lui succéder comme chef, tellement il était impressionné. Cela provoque une crise car la succession d'un chef nécessite un sacrifice humain (ce qui est impensable pour l'évêque) et de plus une guerre tribale menace chez les Bembas pour la succession du Chitimukulu. Au début, Mgr Dupont, conscient des traditions des Bembas, accepte d'agir en tant que chef pour éviter les troubles, En attendant, il obtient l'appui de trente-trois chefs subalternes.

## Les Bembas sous administration britannique
Pour éviter un bain de sang, Mgr Dupont demande à l'administration britannique basée à Fort Jameson de surveiller les terres des Bembas. Le 3 novembre 1898, les Anglais envoient Charles MacKinnon et R.A. Bobo Young de Mbala avec une petite troupe qui sécurise la zone et permet l'installation d'un nouveau Chitimukulu  et d'un chef Mwamba. Ils construisent une petite base (boma) à Kasama.
En dépit du fait qu'il s'agit ici d'une des rares occasions dans l'histoire où un Français ait appelé à faire entrer un territoire dans l'Empire britannique, MacKinnon est en fait opposé à la présence de Mgr Dupont et de ses missionnaires dans ce pays, non seulement parce que selon lui cela trouble l'ordre des choses avec le Chitimukulu, mais aussi parce que les missions protestantes (notamment celles de la London Missionary Society) sont également présentes dans la région. Mackinnon déclare donc à l'évêque que le nouvel administrateur, Codrington, ne lui donne pas la permission de rester. Mgr Dupont proteste du fait que c'est lui qui a fait appel aux Britanniques pour qu'ils entrent chez les Bembas. Codrington finalement accepte la réalité des faits et dans un geste de réconciliation invite l'évêque à siéger à côté de lui pendant l'installation du nouveau chef tribal en 1899,.

## 1900–1930
En 1899, Mgr Dupont fonde la mission de Chilubula qui existe toujours à côté de Kayambi. Plus tard, il se querelle avec des confrères Pères blancs qui trouvent qu'il met en place une discipline quasi militaire et qu'il prête trop d'attention aux Bembas au détriment d'autres tribus de cet immense vicariat.
Mgr Dupont donne sa démission le 28 février 1911  et s'installe dans la maison de retraite des Pères blancs à Thibar en Tunisie. Il y meurt en 1930 et y est enterré. Sa dépouille est exhumée pour être inhumée dans l'église qu'il a fait construire à Chilubula au cours d'une cérémonie en présence d'officiels le 15 décembre 2000.
Le Musée Moto Moto de Mbala lui doit son nom.

## Source de la traduction
- (en) Cet article est partiellement ou en totalité issu de l’article de Wikipédia en anglais intitulé « Joseph Dupont (bishop) » (voir la liste des auteurs).